# A69 road
Die A69 road (englisch für Straße A69) ist eine als Primary route ausgewiesene Fernverkehrsstraße in England, die in West-Ost-Richtung von der A6 road in Carlisle zur A1 road in Denton Burn, einer Vorstadt von Newcastle upon Tyne führt.

## Verlauf

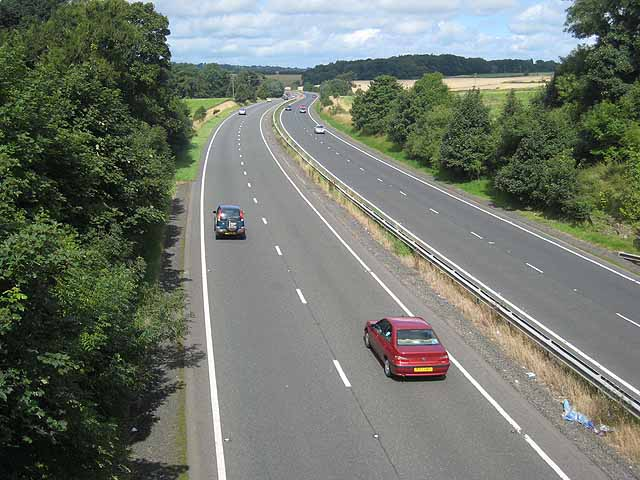
Die A69 in Thornbrough

Die Straße beginnt im Zentrum von Carlisle, ist von ihrer Kreuzung mit dem M6 motorway an dessen Anschlussstelle junction 43 an eine zweispurige Primary road, nimmt westlich von Brampton die A689 road auf und umgeht Brampton südlich. In ihrem weiteren Verlauf nach Osten umgeht sie Halthwistle südlich und folgt dann dem Lauf des Tyne. Westlich von Hexham wird sie vierspurig, umgeht diese Stadt und Corbridge, wo die A68 road einmündet, im Norden, ebenso Newburn, und endet schließlich an der A1 road westlich von Newcastle.
Die Straße bildet einen Abschnitt der Europastraße 18.